# L'esprit fait du swing
Pour plus de détails, voir Fiche technique et Distribution.
L'esprit fait du swing (That's the Spirit) est un film américain réalisé par Charles Lamont, sorti en 1945.

## Synopsis
Le fantôme d'un acteur de vaudeville revient de l'au-delà pour aider sa femme et sa fille, qui sont ont des problèmes avec un banquier avare.

## Fiche technique
- Titre original : That's the Spirit
- Titre français : L'esprit fait du swing
- Réalisation : Charles Lamont
- Scénario : Ernest Pagano et Michael Fessier
- Photographie : Charles Van Enger
- Société de production : Universal Pictures
- Pays d'origine : États-Unis
- Format : Noir et blanc — 35 mm — 1,37:1 — Son : Mono
- Genre : Comédie
- Date de sortie : 
  - États-Unis : 1er juin 1945

## Distribution
- Peggy Ryan : Sheila Gogarty
- Jack Oakie : Steve 'Slim' Gogarty
- June Vincent : Libby Cawthorne Gogarty
- Gene Lockhart : Jasper Cawthorne
- Johnny Coy : Martin Wilde Jr.
- Andy Devine : Martin Wilde Sr.
- Arthur Treacher : Masters
- Irene Ryan : Bilson
- Buster Keaton : L.M.
- Victoria Horne : Patience
- Edith Barrett : Abigail
- Billy Curtis (non crédité) : le nain